# Diplazium ciliatum
Diplazium ciliatum är en majbräkenväxtart som beskrevs av Michael Greene Price.
Diplazium ciliatum ingår i släktet Diplazium och familjen Athyriaceae. Inga underarter finns listade i Catalogue of Life.